# Speicher
Speicher je obec ve švýcarském kantonu Appenzell Ausserrhoden. Nachází se ve střední části kantonu, asi 13 kilometrů severovýchodně od Herisau, v nadmořské výšce 936 metrů. Žije zde přibližně 4 400 obyvatel. 

## Geografie
Speicher leží ve střední části kantonu, na železniční trati Appenzell – St. Gallen – Trogen, asi 7 kilometrů jihovýchodně od St. Gallenu a 2 kilometry severozápadně od Trogenu. Speicher sousedí s kantonem St. Gallen a obcemi Teufen, Bühler, Trogen a Rehetobel v kantonu Appenzell Ausserrhoden. Speicher leží v nadmořské výšce 936 m, přičemž nejnižší bod leží v 566 a nejvyšší v 1048 m n. m. Je tak nejvýše položenou obcí kantonu. Rozloha obecního katastru je 8,19 km², z toho 2,30 km² tvoří lesní plochy a 4,27 km² louky a pastviny.
K obci Speicher patří také o něco níže položená vesnice Speicherschwendi.

## Historie

Speicher (1957)

Jméno Speicher vzniklo ve středověku, v době rozkvětu kláštera St. Gallen. První zmínka o obci pochází z 13. století a je uváděna jako Speycher. V té době stála poblíž dnešního vesnického kostela ve Speicheru klášterní sýpka.
V roce 1403 se pod Vögelinseggem a nad statkem Loch odehrála první významná bitva appenzellských válek, které touto bitvou začaly. Odhodlaní sedláci dokázali v této první vojenské výzvě zvítězit; lstivým diverzním manévrem oklamali nepřítele. V roce 1903 byl postaven pomník bitvy. Je na něm vyobrazen appenzellský sedlák s jitrnicí. Hledí směrem k nedalekému městu St. Gallen a trůní na hřebeni Vögelinseggu.
Před reformací patřil Speicher do farnosti svatého Vavřince, spadající pod St. Gallen. Od roku 1525 se farnost hlásila k evangelické reformované víře a od roku 1603 byla shromážděna v tzv. Linsenbühlu St. Gallen. Se stavbou kostela v roce 1614 se Speicher stal samostatnou farností. Současný evangelický kostel byl vysvěcen v roce 1810. V roce 1882 byl postaven malý kostel pro katolickou diasporu, v roce 1974 bylo slavnostně otevřeno farní centrum Bendlehn. Katolická farnost zahrnuje Speicher, Trogen a Wald.
Speicher byl ještě v první třetině 17. století považován za chudý a řídce osídlený, což se však rychle změnilo díky textilnímu průmyslu. Textilní průmysl se od roku 1638 výrazně rozvíjel a stal se tak ekonomickou páteří obce na více než 250 let.
Na památku bitvy u Vögelinseggu před 500 lety se v roce 1903 konala vzpomínková akce pod širým nebem. Spolu s ní byla slavnostně otevřena železnice Trogen. Ta jako elektrifikovaná tramvajová trať ze St. Gallenu do Trogenu umožnila obci opět výrazný růst. Aby bylo možné položit koleje Trogenerbahn (jedné z nejstrmějších železnic bez ozubnice), byl kolem roku 1900 odstřelen velký kus skály Vögelinsegg.
Od konce druhé světové války počet obyvatel opět mírně vzrostl, protože ve Speicheru zároveň začala nabývat na významu další hospodářská odvětví, včetně zpracování kovů a plastů a lázeňství. Teprve poté získal Speicher větší význam jako lázeňské místo, které lákalo hosty již od roku 1900. Obec se pak stala natolik oblíbenou turistickou destinací, že byla v roce 1967 oficiálně uznána za lázeňské místo.
V roce 2004 zde začaly jezdit první nízkopodlažní příměstské vlaky. V roce 2006 se dráha Trogenerbahn sloučila s Appenzeller Bahnen.

## Obyvatelstvo

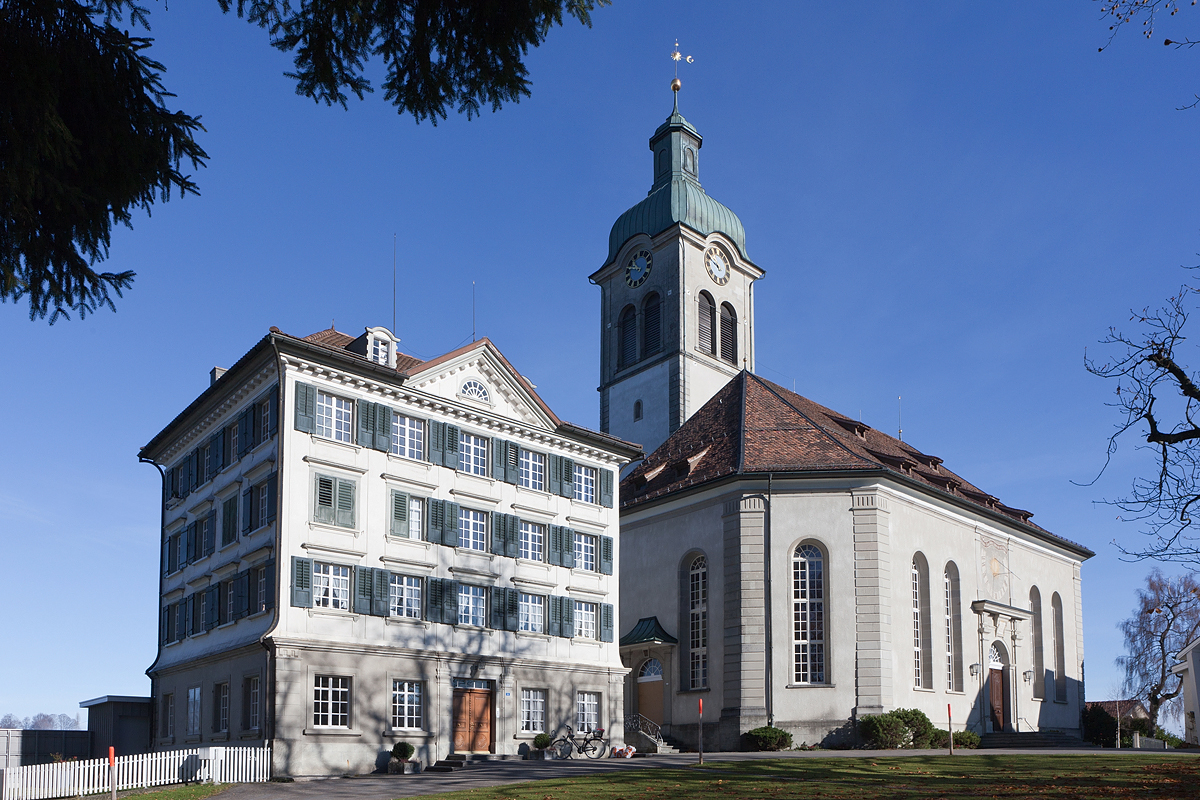
Reformovaný kostel

| Rok            | 1850 | 1870 | 1888 | 1900 | 1920 | 1941 | 1960 | 1980 | 1990 | 2000 | 2010 | 2020 |
| Počet obyvatel | 2685 | 3147 | 3038 | 3041 | 3083 | 2137 | 2778 | 3484 | 3789 | 3853 | 4027 | 4434 |

## Hospodářství

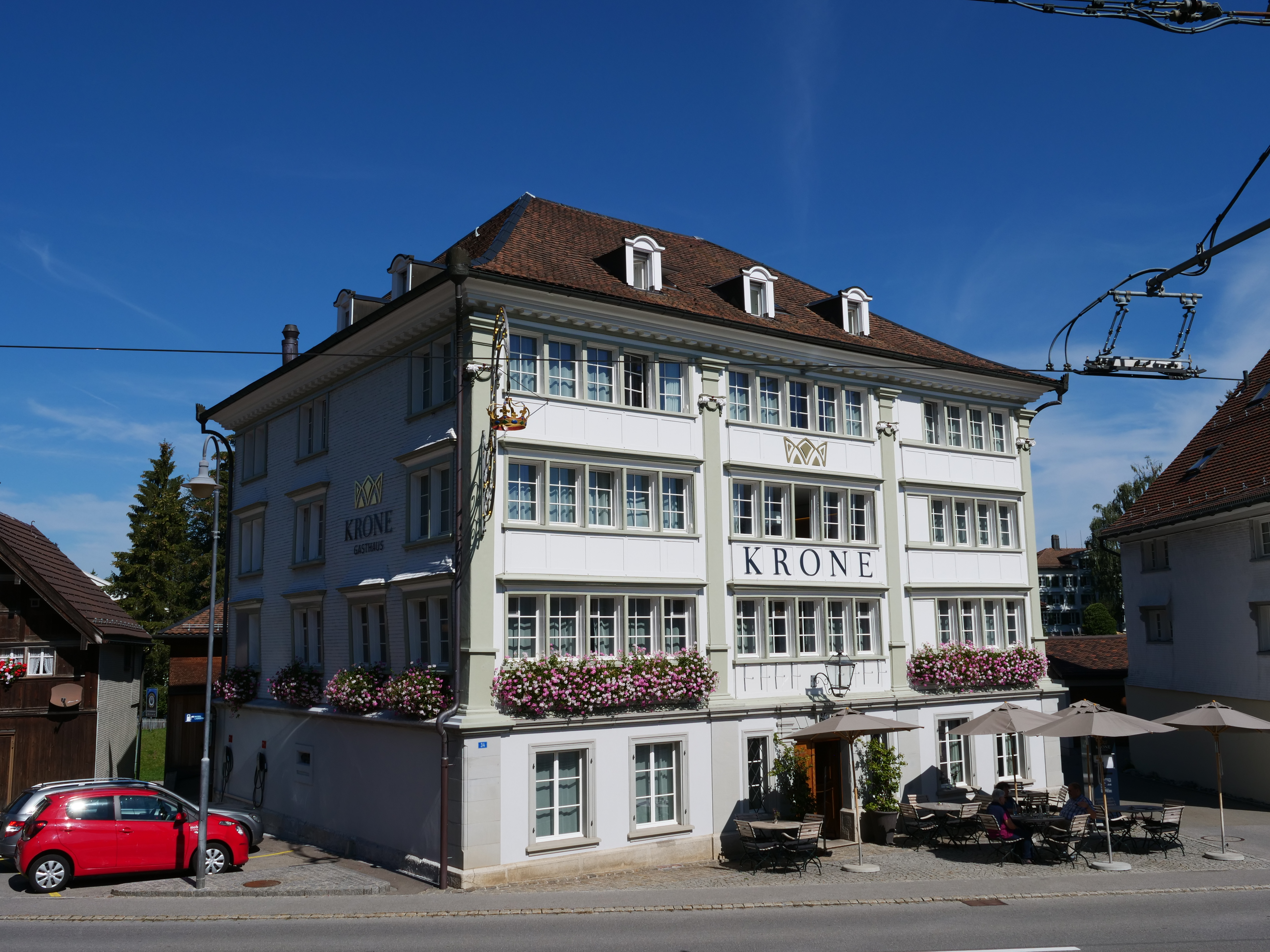
Gasthaus Krone ve Speicheru

Speicher je od roku 2009 tzv. energetickým městem. Po Herisau se Speicher stal druhou obcí v Appenzell Ausserrhoden, které byl tento titul udělen. Označení svědčí o tom, že obec se zasazuje o efektivní využívání energie, obnovitelné zdroje energie, ekologickou mobilitu a ochranu klimatu. Obec v tom podporuje poradce pro energetické město. V červnu 2022 mělo ve Speicheru sídlo více než 120 podniků z nejrůznějších hospodářských odvětví.

### Textilní průmysl
Od druhé třetiny 17. století se ve Speicheru stále více obchodovalo s textilem - zpočátku se lnem, později se smíšenými tkaninami a bavlněnými výrobky. To přispělo k větší prosperitě obce. Od 19. století bylo důležitým (vývozním) zbožím vyšívání. 6 Bratři Jacob a Mathias Schläpferovi spolu se svým synovcem Johannesem Schläpferem-Gonzenbachem začali v roce 1750 se svým podnikem provozovat dálkový obchod s textilem. Prodávali textilie rodin Zellwegerových (z Trogenu) a Wetterových (z Herisau) do zahraničí, především do Itálie. Jejich prostřednictvím se Speicher stal ústředním obchodním centrem – v roce 1780 zde působilo až 120 výrobců. V roce 1837 je doložena továrna na žakárové zboží a v roce 1846 se uvádí 30 tkalcovských a 27 vyšívacích výrobců. V letech 1836 až 1843 byla v obci Speicherschwendi provozována farma na chov bource morušového. V polovině 19. století byl Speicher spolu se sousední obcí Trogen nejbohatší obcí v oblasti Appenzellu.
Scherlerei Tanner byla největší strojírenskou firmou ve Švýcarsku. Dokončovala hotové výšivky a vazby rozplétáním nebo stříháním přebytečných nití. V roce 1915 byla založena v Trogenu a v roce 1936 se přestěhovala do Speicheru. V roce 2008 byla společnost prodána majiteli žijícímu v Trogenu. To umožnilo společnosti zajistit její přežití. Je to jediná textilní firma s dlouhou tradicí ve Speicheru, která existuje dosud.

## Doprava

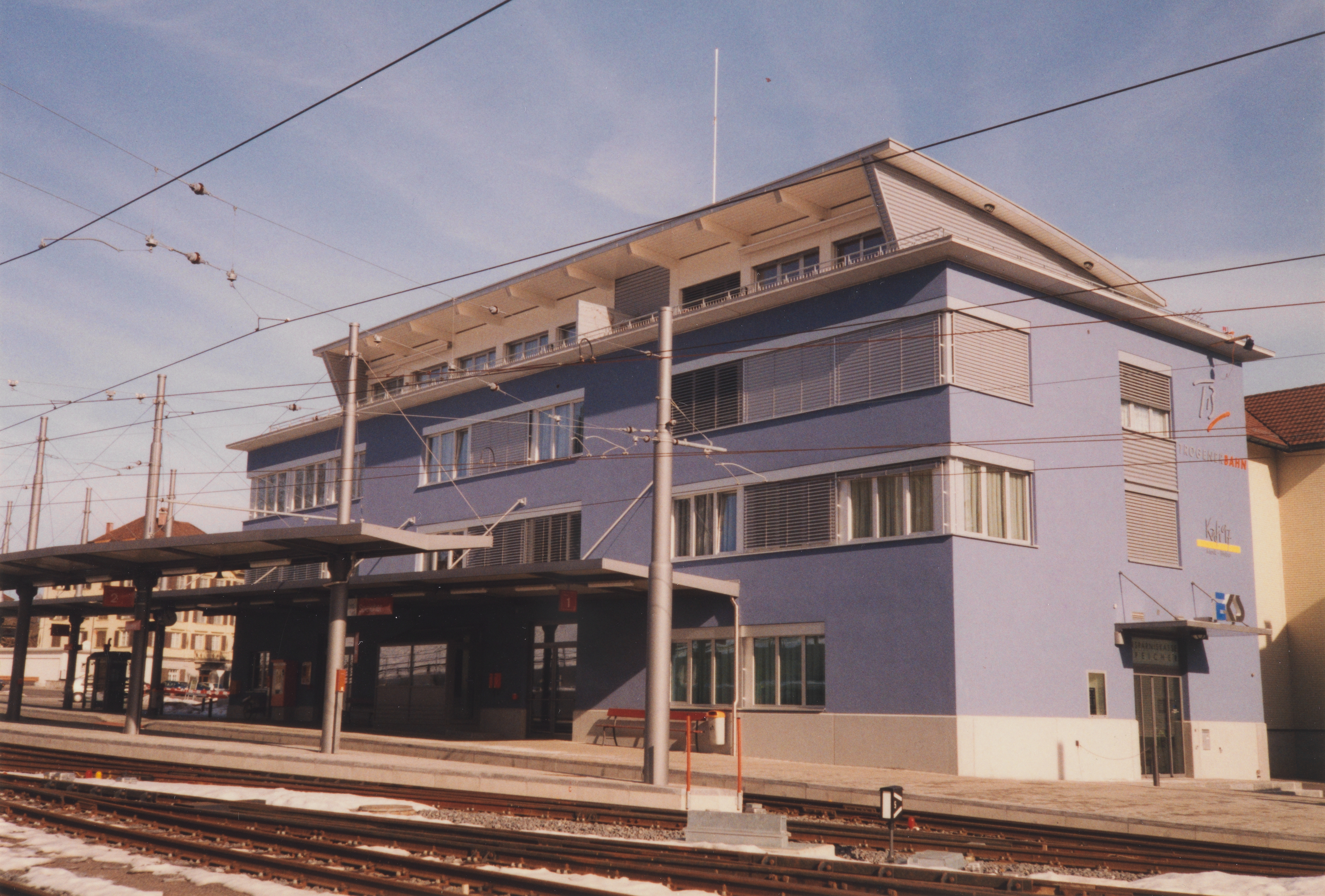
Železniční stanice Speicher

Obec leží na železniční trati Appenzell – St. Gallen – Trogen (tzv. Trogenerbahn) společnosti Appenzeller Bahnen.
Spojení s okolními obcemi zajišťují kromě železnice také poštovní autobusy.